# Чотирилисник конюшини

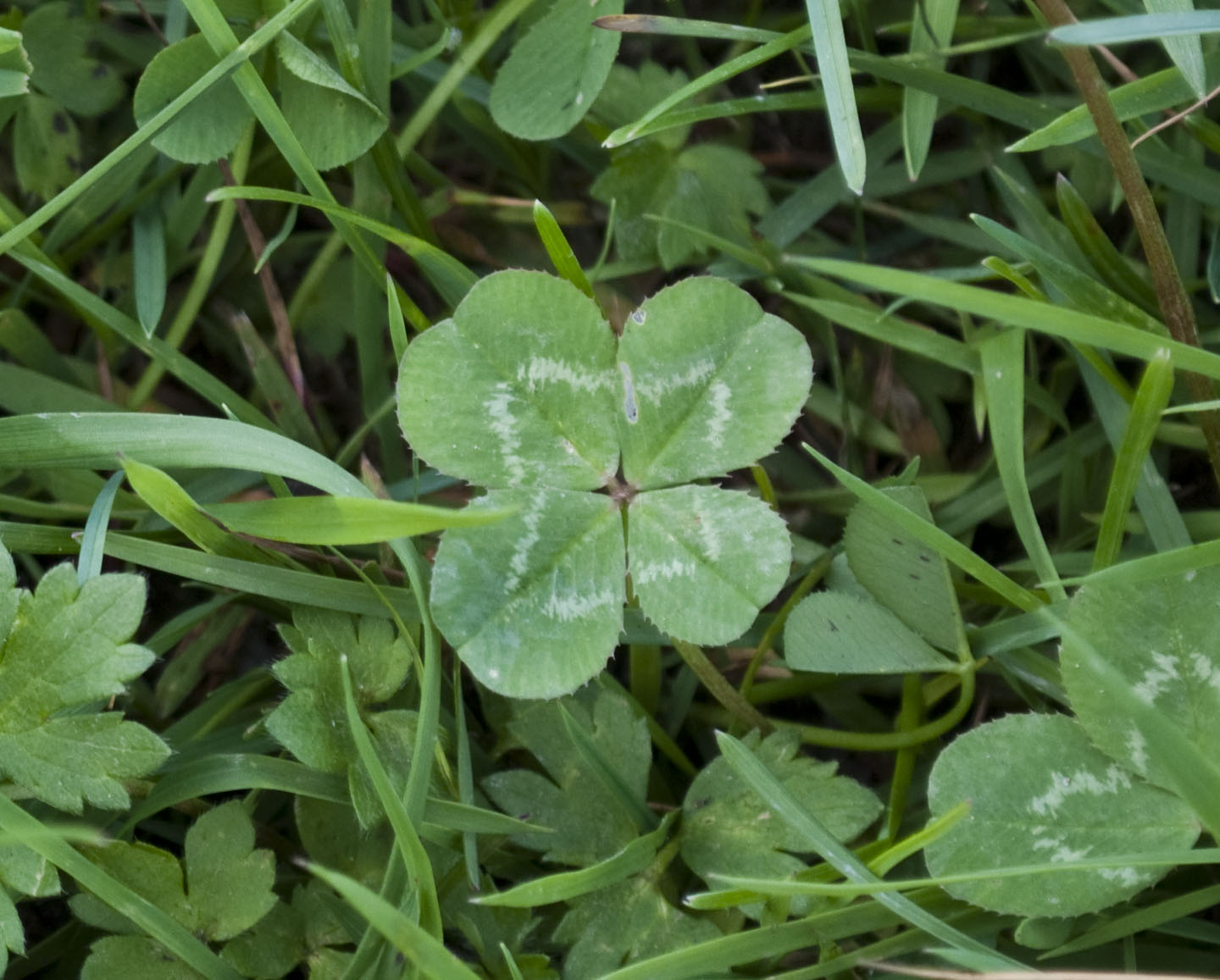
Чотирилисник конюшини

Чотирилисник конюшини — чотирипластинчастий листок, що зустрічається на окремих рослинах конюшини, на відміну від звичайних трипластинчастих.

## Опис
У західній традиції існує повір'я, що така рослина приносить удачу тому, хто знайшов, особливо якщо її знайдено випадково. За легендою кожна з пластинок чотирипластинчастого листка представляє щось конкретне: перша — надію, друга — віру, третя — любов, а четверта — успіх.

Взагалі, листки конюшини можуть мати і значно більшу кількість пластинок. Існує оцінка, що одна багатопластинчаста рослина припадає в середньому на кожні 10 000 рослин конюшини.

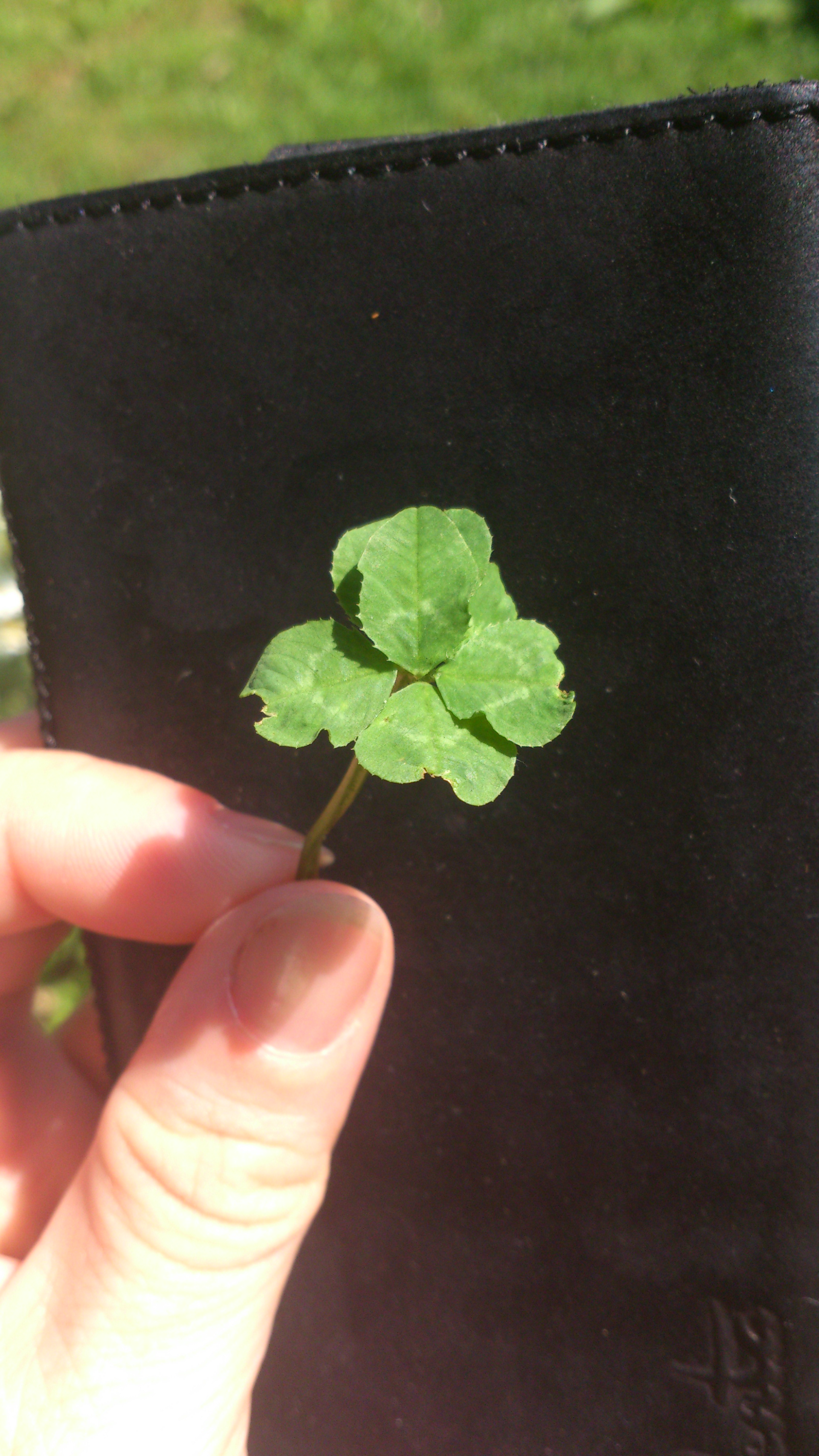
Шестилисник конюшини

Донині немає остаточної відповіді на питання, чи зумовлюється поява чотирилистих рослин конюшини генетично, чи залежить від умов навколишнього середовища, в яких виросла така рослина. Порівняна рідкісність подібних рослин, можливо, пояснюється наявністю в геномі рослини рецесивного алеля, що дає ефект із дуже низькою частотою. За іншою версією, появу чотирилистої конюшини викликає соматична мутація або порушення розвитку, викликане умовами довкілля. Така аномалія є результатом випадкової взаємодії кількох генів у окремій рослині. Також припускають, що в кожному окремому випадку може спрацьовувати будь-яка із зазначених причин.
Існують компанії, що займаються культивуванням чотирилистих рослин конюшини, використовуючи для цього різні засоби. Англійський письменник-натураліст Річард Мабей у книзі «Флора Британніка» пише, що в США є ферми, які спеціалізуються на вирощуванні чотирилистої конюшини і випускають на день до 10 000 таких рослин у пластиковій упаковці. Ці ферми, за його словами, використовують у підживленні рослин деякі секретні генно-модифіковані складники, які викликають необхідні відхилення. Проте, існують і повсюдно поширені сорти конюшини, в яких частіше зустрічаються чотири- і більш пластинчасті листки (див. нижче). Мабей також пише, що, на думку дітей, п'ятилисті рослини конюшини приносять ще більшу удачу, ніж чотирилисті.
З чотирилистою конюшиною можна сплутати деякі інші рослини, наприклад, Oxalis tetraphylla, також звану заячою капустою, чиє листя нагадує листя конюшини.

## Багатолисті сорти
Існують сорти конюшини повзучої (Trifolium repens), які регулярно дають рослини з великою кількістю пластинок у листках. Наприклад, сорт із фіолетовим листям «Purpurascens Quadrifolium», а також сорт із зеленим листям «Quadrifolium». Сорт «Good Luck» відрізняється наявністю три-, чотири- та п'ятипластинчастих зелених листків із темними ділянками в центрі.